# TAMA Drums
TAMA Drums（タマドラム、タマ）は、日本の楽器メーカーである星野楽器が製造・販売するドラムセットおよびハードウェアのブランドである。

## 概要
1974年に星野楽器のドラムブランドとして設立。製品の研究開発、プロ仕様およびハイエンドモデルのドラムは日本の瀬戸で製造され、ハードウェアおよびローエンドモデルのドラムは中国の広州で製造されている。星野楽器は、マーケティングおよび卸売販売のために世界中にいくつかのオフィスを有し、米国市場向けのTAMAドラムは、ペンシルベニア州ベンサレムのHoshino (U.S.A.)で組み立ておよび在庫管理がなされている。また、この米国の子会社は、製品の市場調査および開発にも貢献している。

## 歴史
1966年、星野楽器はStar Drumsのブランド名でドラムの製造を開始する。ブランド名は創業者・星野義太郎の姓である「星野」に因んでいる。これらのドラムは、星野の子会社である多満製作所で製造された。この製作所は1962年にアイバニーズのギターとアンプの製造を開始するために設立されたが、1966年までにギターとアンプの製造は外部に移管され、ドラムの生産のみが継続された。Star DrumsからImperial StarとRoyal Starという2つの上位モデルがアメリカ市場に導入され、当時のRogers、Ludwig、Slingerlandなどが販売していたより高価なアメリカ製ドラムと競合する成功を収める。
1974年までに、星野楽器は高品質なドラムとハードウェアを製造し、これらのドラムをTAMAブランドでマーケティングする取り組みを開始する。TAMAのブランド名は星野楽器の創業者・星野義太郎の妻の名前「星野多満」が由来である。また、TAMAのドラムセットのモデル名にStarの名称が使用されているのは、前身ブランドであるStar Drumsの名残である。
1977年、TAMAとドラム・ワークショップ（DW）は破産したCamco Drum Companyを共同で買収。この買収により、DWはCamcoの金型および製造設備を継承し、TAMAはCamcoのブランド名、デザイン、エンジニアリング、および特許権を継承する。当時、Camcoは市場で最も優れたドラムペダルを製造する楽器メーカーと認識されており、DWは元の金型を使用してそのペダルの製造を継続、DW5000として再ブランド化する。一方、TAMAは同じペダルをCamcoのブランド名で製造を継続し、TAMAブランドバージョンのCamcoペダルは、オリジナルのCamcoペダルと区別するために一般的に「Tamcoペダル」と呼ばれている。TAMAは継承したCamcoのエンジニアリングをすべての製造プロセスに導入したことで、ドラムの総合的な品質が短期間で向上した。買収当初、低価格のTAMAドラムを初心者向けにマーケティングし、Camcoブランドからプロミュージシャン向けの高品質なドラムを販売する計画であったが、低価格ながら高品質なハードウェアであったことから、ビリー・コブハムなど世界のトップアーティストとの契約が後押しとなり、プロミュージシャンたちもTAMAドラムを使用するようになる。
TAMAは耐久性のあるハードウェアや、1970年代の他の多くのブランドとは異なりシェルに干渉しないドラムマウントシステムを最初期に市場へ供給したことで知られる。また、1980年にはシェルの幅でなく深さを調整することでピッチ調整されたオクトバンと呼ばれるオリジナルパーカッションを開発しており、サイモン・フィリップス、スチュワート・コープランド、マイク・ポートノイといった一流のドラマーが使用している。
2024年、TAMAはブランド設立から50周年を迎える。

## 主な使用アーティスト

### 日本 (50音順)

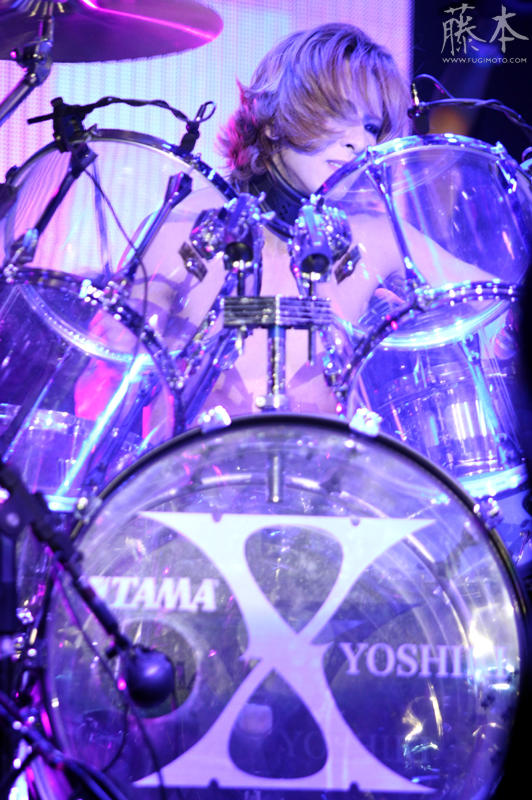
YOSHIKI

- 青木達之（元東京スカパラダイスオーケストラ）
- 伊地知虹夏
- 稲垣潤一
- Isao Cato
- 臼井かつみ
- 叶亜樹良
- 川西幸一（ユニコーン）
- 熊谷徳明（TRIX）
- KEN'ICHI（LOKA、元SEX MACHINEGUNS）
- KENZO（AYABIE）
- 小林秀樹（can/gooのドラマー、DEENのサポート）
- 勢喜遊（King Gnu、MILLENNIUM PARADE）
- そうる透
- 庄村聡泰（［Alexandros］）
- 平陸
- 高橋幸宏
- 西井“いがっちょ”啓介（カルメラ）
- にゃんごすたー
- 長谷川浩二
- ピエール中野（凛として時雨）
- 平里修一
- 廣瀬茜 (BAND-MAID)
- 福岡晃子（チャットモンチー）
- Fuyu
- 古田たかし（Dr.StrangeLove）
- 松岡昌宏（TOKIO）
- 松下マサナオ
- 向山テツ
- むらたたむ
- 茂木欣一（フィッシュマンズ、東京スカパラダイスオーケストラ）
- もりもりもと（ヤバイTシャツ屋さん）
- 山田雅人（シュノーケル）
- YOSHIKI（X JAPAN）
- 吉田太郎

### 海外 (50音順)
- サイモン・フィリップス（TOTO、上原ひろみ、Chick Corea）
- スチュワート・コープランド（ポリス）
- ダーク・ヴェルビューレン（ソイルワーク、メガデス等）
- デイヴ・ロンバード（スレイヤー）
- トミー・スナイダー (ゴダイゴ)
- ドミニク・ハワード（ミューズ）
- ニール・パート（ラッシュ）
- パット・トーピー（MR. BIG）
- ビル・ブルーフォード（イエス、キングクリムゾン等）
- ビル・ワード（ブラック・サバス）
- ピーター・ウィルドアー（ダーケイン等）
- ピーター・アースキン
- フランク・ベアード（ZZトップ）
- マイク・ポートノイ（ドリーム・シアター）
- マキシム・ウダロフ（アリア）
- ラーズ・ウルリッヒ（メタリカ）
- ロナルド・ブルーナー・Jr.
- ユッカ・ネヴァライネン（ナイトウィッシュ）

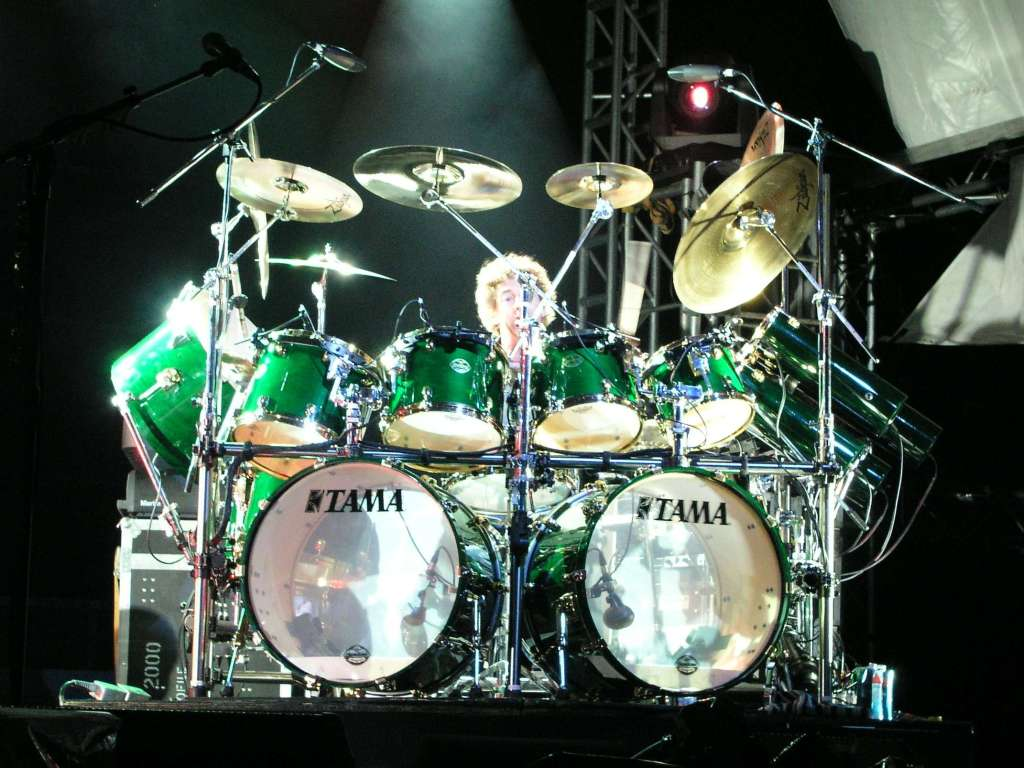
サイモン・フィリップス
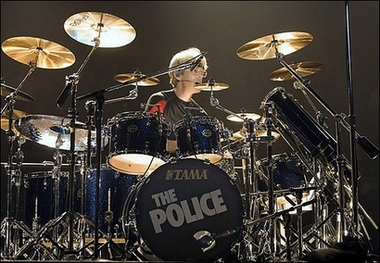
スチュワート・コープランド
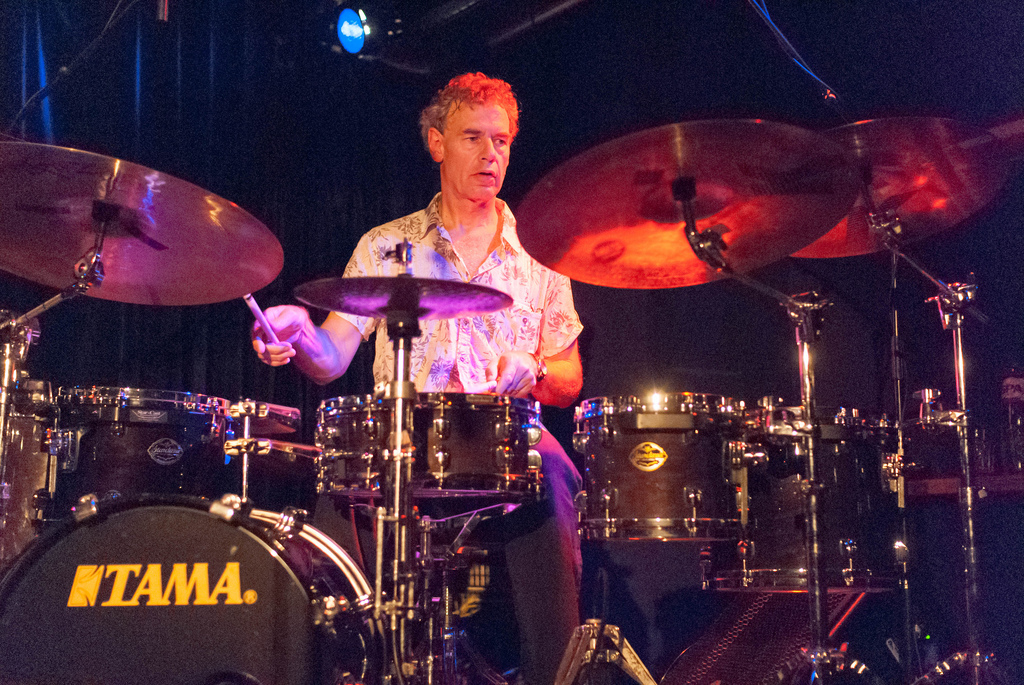
ビル・ブルーフォード
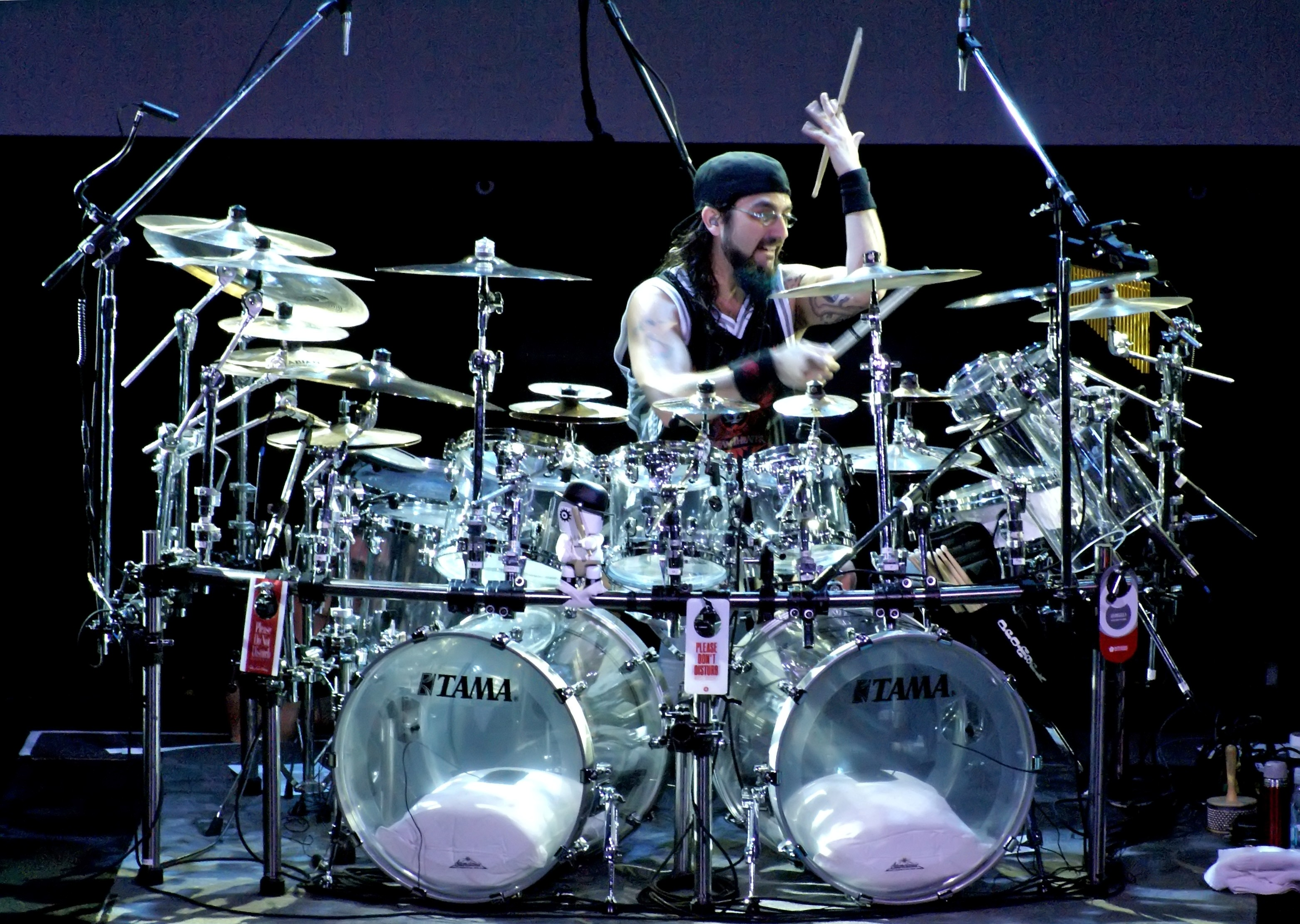
マイク・ポートノイ
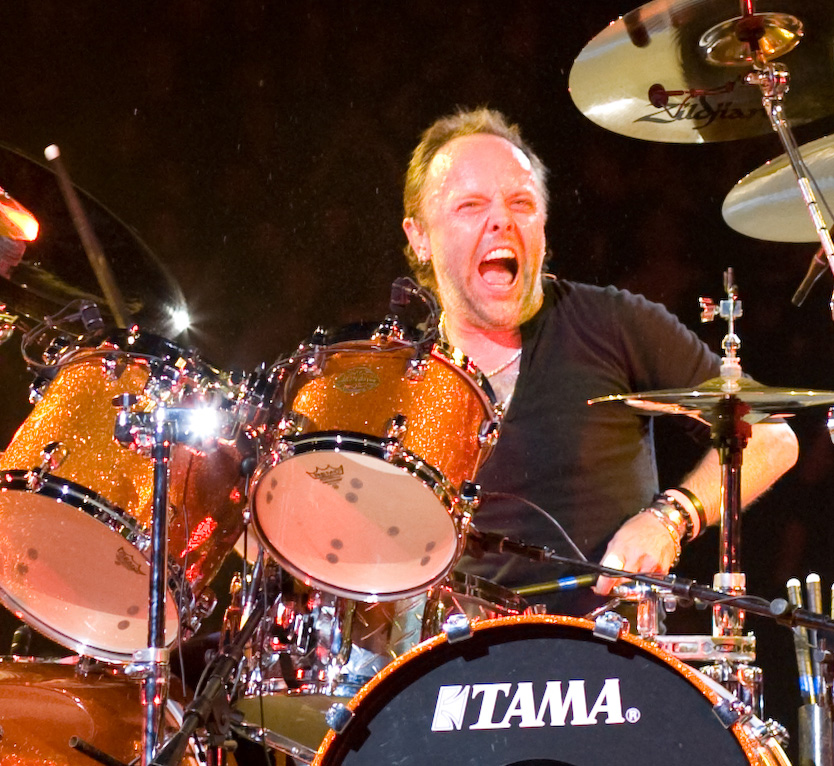
ラーズ・ウルリッヒ